# Parametr skali
Parametr skali – parametr rozkładów prawdopodobieństwa, którego zwiększenie {\displaystyle k} razy powoduje następujące przekształcenie:
- punkty na osi odciętych wykresów dystrybuanty i funkcji rozkładu prawdopodobieństwa danego rozkładu zwiększają odległość od punktu {\displaystyle (\mu ,0)} {\displaystyle k} razy,
- dla funkcji rozkładu prawdopodobieństwa oś rzędnych kurczy się {\displaystyle k} razy względem środka układu współrzędnych. Jest to konieczne, aby całka z funkcji prawdopodobieństwa rozkładu była nadal równa jeden.

## Definicja formalna
Jeśli w rodzinie jednowymiarowych rozkładów prawdopodobieństwa dystrybuanta parametryzowana jest przez dodatnią liczbę rzeczywistą {\displaystyle s} (obok ewentualnych innych parametrów) i zachodzi:
{\displaystyle F_{s,p_{1},\dots ,p_{n}}(x)=F_{1,p_{1},\dots ,p_{n}}\left({\frac {x-\mu }{s}}+\mu \right),}
gdzie:
{\displaystyle F_{s,p_{1},\dots ,p_{n}}} – dystrybuanta parametryzowana przez {\displaystyle s,p_{1},\dots ,p_{n},}
{\displaystyle \mu } – parametr położenia, pewna funkcja parametrów {\displaystyle p_{1},\dots ,p_{n}} (zazwyczaj równa wartości oczekiwanej),
{\displaystyle x} – liczba rzeczywista,
to {\displaystyle s} jest nazywane parametrem skali.
Analogicznie można zdefiniować parametr skali dla rozkładów {\displaystyle N}-wymiarowych – jest on wówczas {\displaystyle N}-elementowym wektorem. W szerszym znaczeniu parametrem skali można nazwać także dowolną liczbę, z której da się obliczyć parametr {\displaystyle s} zdefiniowany tak jak powyżej.
W niektórych przypadkach (np. rozkład normalny, rozkład Cauchy’ego) rozkład z parametrem położenia 0 i parametrem skali 1 nazywany jest „standardowym”.

## Przykłady
- Dla rozkładu normalnego parametrem skali jest odchylenie standardowe, a wartością {\displaystyle \mu } wartość oczekiwana. Czasem jednak zamiast odchylenia używa się jego kwadratu (wariancji), również nazywając ją parametrem skali (co jest uzasadnione, gdyż odchylenie standardowe da się z niej obliczyć).
- Rozkład gamma ma parametr skali {\displaystyle \theta ,} choć czasem używa się jego odwrotności.